# Jordanoleiopus alboreductus
Jordanoleiopus alboreductus là một loài bọ cánh cứng trong họ Cerambycidae.